# レベッカ・ゴンパーツ

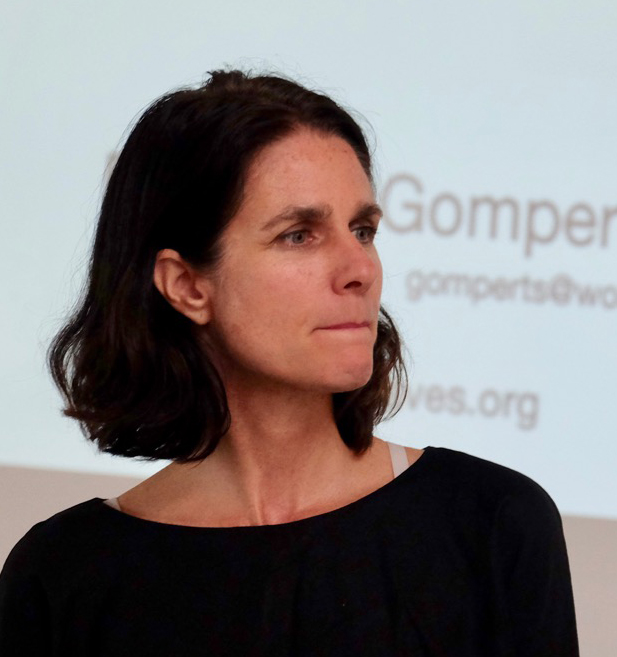
2017年のレベッカ・ゴンパーツ

レベッカ・ゴンパーツ(Rebeca Gompers、1966年 - )は、医師、医学博士。Women on WavesとWomen on Webの創設者。アムステルダムを拠点に女性のリプロダクティブ・ヘルスサービスが提供されない国において、安全な中絶サービスを提供している。2013年と2014年に、彼女はBBCの100人の女性に選出された。 2018年、彼女は米国で運営されているAid Accessを設立した。訓練を受けた中絶の専門家であり活動家であるため、国境を越えた最初の中絶の権利活動家と見なされている。2020年のタイム誌の100人の最も影響力のある人々に選ばれた。

## 幼少期
レベッカ・ゴンパーツは、1966年にスリナムのパラマリボで生まれた。3歳でオランダに移り、港町フリシンゲンで育った。幼い頃にヨーロッパ以外の異なる国々を目にしたことは彼女に国際的な感覚を植え付け、以降、彼女のキャリアにも影響を及ぼしていった。
ゴンパーツは高校卒業後、1980年代半ばにアムステルダムに引っ越した。芸術と科学の両方に興味を持っていたゴンパーツは、視覚芸術と医学を同時に学んだ。4年間にわたり、アムステルダムのリートフェルトアカデミーでコンセプチュアルアートを学び、芸術学位を取得し、同時に医学部に通った。彼女は芸術が望む道ではないことに気づき、医学の世界に飛び込んだが、生殖医療の分野を天職とするのは後のことであった。

## キャリア

### 初期のキャリア
医学部を卒業した後、ゴンパーツはガイアナの小さな病院で研修医として働いた。25歳の彼女はここで初めて不法な中絶の現実を目撃した。1997年、31歳の彼女はアムステルダムを拠点に合法的な中絶を行う医師となった。
1997年から1998年の間に、ゴンパーツは、船上常駐医師および環境活動家として、レインボーウォリアーIIと呼ばれるグリーンピースの船で航海した。ラテンアメリカを航海し、ロマニとギニアを訪れた。

### 改革的アイデア
ゴンパーツの生殖に関する健康への関心が高まったのは、彼女がグリーンピースの船で航海した時だった。彼女は、在宅中絶による健康被害と死亡率の低下を望み、たとえ中絶クリニックが厳しく制限されているか全く存在しない場所にいても、女性が安全に中絶を行うことができるようにするために、革新的なプロジェクトを作り出していった。
彼女は、美術学校の友人たちに、モバイルクリニック（動く診療所）の設計と資金提供の協力を依頼した。彼女の親友であるジョープ・ファン・リーショウトは、クリニックの設計を手伝うこととなるが、クリニック設計の際の二人のコンセプトは「機能的をもつ芸術作品」であった。最終案は、船上にクリニック設置し、医療機器が押収されることなく船が合法的に国境を通過できるようにすることだった。ゴンパーツは国立芸術評議会 National Arts Councilに医療機器に50万ドル、シードキャピタルに合計19万ドルの資金援助を申請したが、結局、モンドリアン財団が出資したモバイルクリニックという型破りなアイディア・夢が現実のものとなったのは、彼女がかつて芸術を学ぶことにより培った想像力に負うているといえる。ゴンパーツ曰くモバイルクリニックは「象徴的な仕事と社会的な仕事が融合している場」になった。

### Women on Waves
ゴンパーツはレインボーウォーリア号IIでの航海から戻った後、1999年にWomen on Wavesを設立した。Women on Wavesは、非外科的中絶サービスや知識が普及していない国々に、サービスや教育を提供した。Women on Wavesの活動や使命は、今日、法律、医学、船、芸術が持つ概念や限界を超えているといえる。
モンドリアン財団からの助成金で、Women on Wavesは、移動診療所を設置できるボートを借りた。多くの報道機関は、ゴンパーツが国領海域に入るときに彼女の船が拘留されたり、投獄されたり、沈められたりすることを全く心配していないことに衝撃を受けた。
Women on Wavesは多くの航海をした。彼女が、中絶が違法である国々に水路を介して到達しようとしているというニュースがすぐに広まり、多くの国々は彼女を阻止するために信じられないほどの措置を講じた。最初の航海はアイルランドから始まり、次はポーランド、ポルトガル、スペイン、モロッコ、グアテマラへ続いたダブリンへの最初の11日間の滞在は失敗したと報道されたが、Women On Wavesは、助けを必要とする女性から200を超える中絶要請を受け、ゴンパーツ自身が想像していたよりも注目を集めていた。Women on Wavesは、安全でない中絶の問題を解決することを目的としていなかったが、国の堕胎法のグレーの領域で法的前例を作り、自国の医師によって助けを拒否されたすべての女性にサービスを届けるためと、不法な中絶の危険な行為を防ぐために行われた。

### Women on Web
Women on　Wavesは航海中に多くの課題に直面した。ポルトガルへの彼女の旅行の1つで、彼女の移動診療所は停泊を許可されなかった。代わりに、ゴンパーツはポルトガルのトークショーに出演した。 
彼女は、女性が自宅で安全な中絶を自分で行う方法、ピルの入手方法と服用方法、および彼女が放送で言うことができる他のすべての医学的アドバイスについて話した。これは、ゴンパーツがボートよりもインターネットを介してより多くの人々に連絡できることに気付いた瞬間だった。「結局、私たちの船は、中絶を必要とする膨大な数の女性にとって抜本的な解決策になることは決してありません」とゴンパーツは言った。
2005年にゴンパーツの2番目の組織であるWomen on　Webが設立された。2016年、Women on Webは、世界123か国以上から月に10,000通以上の電子メールを受信した。女性は、妊娠中絶薬の投与方法から避妊薬に関するアドバイス、さらには人間関係のコンサルティングまで、さまざまな質問をすることができる。Women on Webは、海から中絶薬を届ける代わりに、パッケージとドローンを使用して、安全な在宅中絶のための薬と指示を送っている。

## 私生活
彼女には2人の子供がいて、アムステルダムに住んでいる。

## 大衆文化
ベッセルは、2014年に南西映画祭で初演されたゴンパートのWomen on　Wavesの使命に関するドキュメンタリーである 。このドキュメンタリーは、ゴンパートが率いるリプロダクティブヘルス活動家のネットワークの構築を描いている。また、この世界の、生殖に関する権利に関する現状を変えていく活動が描かれているが、基をなすのは、女性は自分の妊娠中絶を自分で決め、行動を起こす事ができる、という、女性への信頼である。実現不可能と広く信じ込まれている考え方を、実際に目に見える運動へと移していき、それを世界規模にまで持ち上げる模様を写したこのフィルムは、ゴンパーツが確かにこの世界の何かを変えていることを伝えている。。
中絶が非合法の国では、ハンガーなどを使って、女性が自分で危険な中絶をしようとしてきたが、Women on Webは、「ハンガーに別れを告げよう」という有名なフレーズをディーゼル宣伝のポスターに載せてもらい、組織活動の宣伝広告キャンペーンも行った 。これらの広告には、写真のプレーンサイトに隠されたバーコード非常に重要な秘密が隠されていた。つまり、モデルが着ているTシャツのバーコードをスキャンすると、携帯電話に中絶薬に関する情報が提供される、というものである。これは、公共メディアで議論を起こすことなく、そのような重要なメッセージを宣伝する革新的な方法だった。

## フェミニストアート活動
ゴンパーツは今や間違いなく中絶の権利運動の最初の過激派である。彼女は芸術から離れたが、彼女の芸術的バックグラウンドは彼女のフェミニスト芸術活動に活かされている。彼女にとって芸術は、他のすべてと切り離されたところにあり、アクティビズムとは別のものである。Gomperts WoWプロジェクトは芸術とアクティビズムの漠然とした分離を意図的に行っており、これら両方をあまり組み合わせていない。

### A-ポータブル
Joep van Lieshout（Atelier van Lieshoutの創設者）が設計したモバイルクリニックは、A-Portableと呼ばれていた。この機能的で快適な空間は、ゴンパーツとヴァン　リースハウトの協働の賜物である。モバイルクリニックを設計する際、二人は、レインボー・ウォーリア号IIへ最初に抱いたゴンパーツの印象に、フェミニストのひねりを加えたものを作り出すことを目指した。アーティストによって設計され、芸術財団によって資金提供されたA-Portableは、機能をもつ芸術作品とみなされ、航海中、各国の運輸省が自国海域でコンテナを没収しようとしても、A-Portableの持つ芸術性のおかげで、越境が許された。

### 美術展
Women on Wavesが国際的に認知された後、世界中の美術展を開催し始めた。芸術展開催は、芸術という手段を使い、人々の意識を高めることを目的とした、もう一つのキャンペーンだった。
2001年、A-Portableは、第49回ヴェネツィア　ビエンナーレで展示されたが展示会の重要な作品であるため、アルセナーレの海に浮かぶ筏に乗せての展示だった。
2001年、ゴンパートはウィレム・フェルトホーヴェンと協働し、Mediamatic Supermarktと呼ばれる美術会館で展示会を開催した。展示は、Mediamatic Women on Wavesショーと呼ばれ、Portrait Collector、Sea、I Had An Abortion、Every 6 Minutesの４部で構成されていた。
１つ目の展示会、Portrait Collectorでは、展示会訪問者で中絶経験のある人がその場で自分の写真を撮り、写真を提供することにより、視聴者も展示会に参加できるような、インターネットキオスクの写真展であった。ゴンパーツは、中絶が起こる頻度を人々に伝え、また、できるだけ多くの人に中絶に関する情報を提供しようとした。
展示会Seaは、Women on Wavesのアイルランドへの最初の航海で撮影された海のショットで構成され、これも、展示会訪問者とやりとりできるような展示であった 。展示中に聞こえてくる音は、Women on Wavesに助けを求める女性の声から成り立っており、詩的な作品に仕上がった。
展示会 I Had An Abortionでは、ベストを掛けたワイヤーコートハンガーが沢山ぶら下がっているショーで、各ベストには、すべてのヨーロッパ言語で「I Had An Abortion」（私は中絶した）と書かれていた。
４つ目の展示であるEvery 6 Minutesは、非常に単純なメッセージを送るものであった。つまり、6分ごとに赤いランプが点滅するものだったが、これは、6分ごとに女性が不法な中絶で死亡するという統計を象徴していた。
2003年7月12日、展示会は、Mediamatic Supermarkt美術会館の入り口をA-Portableでブロックする形で幕を閉じる[。建物をブロックしているように見えるが、実は「ブロックする」という型破りな方法でのA-Portableの展示で、この展示を以てWomen on Wavesの４つの展示会が幕を下ろすことになる。展示を訪れた人々は、この時、時折中絶クリニックに変身する、世界中を航海したこの船の中に入り、中を見学する事ができた。